# 5037 Habing
5037 Habing è un asteroide della fascia principale. Scoperto nel 1960, presenta un'orbita caratterizzata da un semiasse maggiore pari a 2,2739375 UA e da un'eccentricità di 0,1104880, inclinata di 7,02755° rispetto all'eclittica.